# Oskar Glück
Pour les articles homonymes, voir Glück.
Oskar Glück (né le 25 mars 1887 à Vienne, mort le 20 décembre 1966 à Munich) est un producteur et distributeur autrichien de cinéma.

## Biographie
Glück reçoit une formation commerciale. En 1910, il se lance dans le cinéma et fonde sa première société, une société de distribution de films. En 1932, il commence à produire régulièrement des films avec sa société Projectograph-Film, fondée en 1925, et peut attirer des stars comme Maria Jeritza, Hans Moser, Liane Haid, Heinz Rühmann, Willi Forst, Franciska Gaal et Doublepatte et Patachon et des réalisateurs comme Fritz Kortner, Carl Lamac, Karl Hartl et surtout E. W. Emo. À la suite de l'Anschluss, Oskar Glück doit émigrer à cause de sa judéité.
Entre mars 1938 et l'automne 1947, il séjourne en Suisse, en Angleterre, en France et à partir de fin mai 1940, fuyant la Wehrmacht envahissant, aux États-Unis. Il acquiert la citoyenneté américaine en 1946. De retour en Europe, Glück s'installe à Munich et dirige une autre entreprise de distribution avec Projectograph Filmverleih GmbH. Oskar Glück est enterré un jour avant la veille de Noël au cimetière central de Vienne.

## Filmographie
- 1929 : Der Monte Christo von Prag (de)
- 1932 : Der Prinz von Arkadien
- 1932 : So ein Mädel vergißt man nicht (de)
- 1933 : Großfürstin Alexandra (de)
- 1934 : Der Herr ohne Wohnung
- 1935 : Der Himmel auf Erden (de)
- 1935 : Cirque Saran
- 1936 : Un baiser aux enchères
- 1936 : Fräulein Lilli (de)
- 1937 : Der Mann, von dem man spricht
- 1937 : Die verschwundene Frau
- 1938 : Adieu valse de Vienne
- 1955 : Bel-Ami